# Bombax costatum
Bombax costatum là một loài thực vật có hoa trong họ Cẩm quỳ. Loài này được Pellegr. & Vuillet mô tả khoa học đầu tiên năm 1914.